# Davis (Kalifornija)
Davis je grad u američkoj saveznoj državi Kalifornija. Prema popisu stanovništva iz 2010. u njemu je živjelo 65,622 stanovnika.